# Eischoll

Werner Friedli: Eischoll, Unterbäch, Bürchen, Mischabel (1945)

Eischoll (walliserdeutsch: Eyschol) ist eine Munizipalgemeinde und eine Burgergemeinde im Bezirk Westlich Raron  sowie eine Pfarrgemeinde des Dekanats Raron im deutschsprachigen Teil des Schweizer Kantons Wallis.

## Geographie
Die Gemeinde erstreckt sich am südlichen Hang des Rhonetals. Das Gemeindegebiet erreicht aber den Talgrund nicht, denn der unterhalb des Dorfes gelegene Riedbergwald gehört zur Gemeinde Niedergesteln. Der höchste Punkt der Gemeinde befindet sich beim Gipfel Signalhoru auf 2910 Meter über Meer. Das Dorf Eischoll selber befindet sich auf einer Terrasse auf rund 1220 Meter über Meer.
Die Nachbargemeinden sind die im Bezirk Raron gelegenen Gemeinden Unterbäch und Niedergesteln sowie die im Bezirk Leuk gelegenen Gemeinden Turtmann-Unterems und Ergisch.

## Bevölkerung
| Bevölkerungsentwicklung | Bevölkerungsentwicklung | Bevölkerungsentwicklung | Bevölkerungsentwicklung | Bevölkerungsentwicklung | Bevölkerungsentwicklung | Bevölkerungsentwicklung | Bevölkerungsentwicklung | Bevölkerungsentwicklung | Bevölkerungsentwicklung | Bevölkerungsentwicklung |
| ----------------------- | ----------------------- | ----------------------- | ----------------------- | ----------------------- | ----------------------- | ----------------------- | ----------------------- | ----------------------- | ----------------------- | ----------------------- |
| Jahr                    | 1802                    | 1850                    | 1900                    | 1950                    | 2000                    | 2010                    | 2012                    | 2014                    | 2016                    | 2020                    |
| Einwohner               | 270                     | 340                     | 460                     | 523                     | 500                     | 479                     | 454                     | 459                     | 443                     | 450                     |

## Verkehr
Die Gemeinde liegt an keiner Hauptverkehrsachse. Die Strassenverbindung beginnt in Turtmann oder Visp. Mit dem Talgrund ist der Ort seit 1946 mit der Luftseilbahn Raron–Eischoll verbunden. Die Talstation befindet sich im Ortsteil Turtig der Gemeinde Raron in der Nähe des Bahnhofes Raron, die Bergstation am nördlichen Ortsrand. Die Seilbahn verkehrt ganzjährig nach Fahrplan (Fahrplanfeld 2250).
Vom Dorf führt ein Sessellift auf die Strygge, wo sich der Skilift Strygge – Erez befindet sowie ein Kinderskilift betrieben wird. Der Sessellift auf die Strygge fährt im Sommer in den Monaten Juli und Augst. Alle drei Anlagen fahren in den Wintermonaten für die Wintergäste.
Die 260 Meter lange Hängebrücke Milibach stellt eine sichere Verbindung zwischen den beiden Bergdörfern Unterbäch und Eischoll dar.

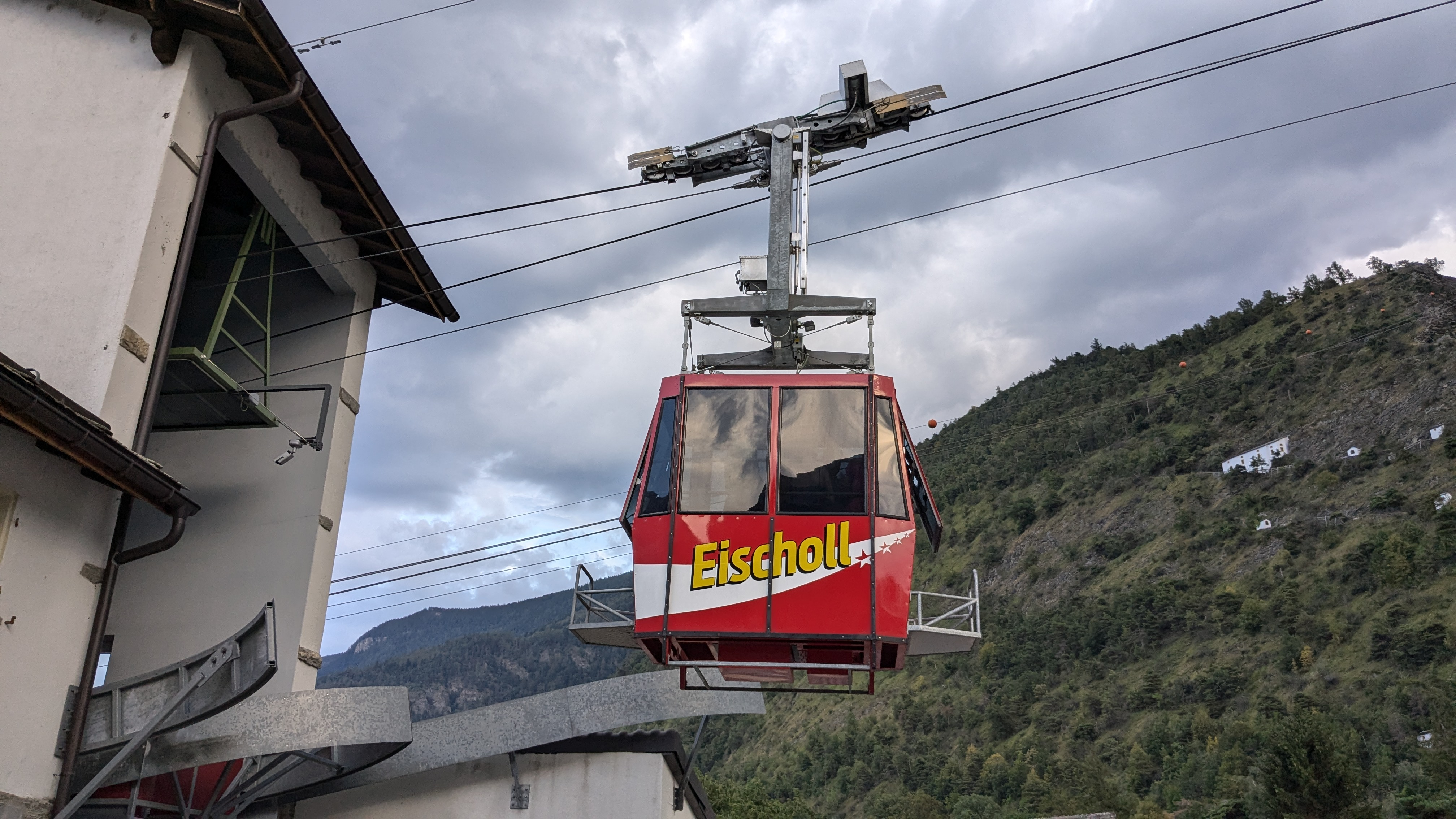
Luftseilbahn Raron-Eischoll

## Kultur und Sehenswürdigkeiten
Die katholische Pfarrei Eischoll entstand 1766, als sie von der Pfarrei Niedergesteln abgetrennt wurde. Die Katholische Pfarrkirche Mariä Himmelfahrt steht im Dorf und wurde 1886 von Joseph de Kalbermatten erbaut. Es handelt sich um eine neuromanische Kirche mit einem Frontturm und einem halbrunden Chor. Die Altäre stammen aus dem Jahr 1921.
Im Brunnbiel gibt es eine Barockkapelle, die der heiligen Familie geweiht ist.
In der Breitmatte steht die Privatkapelle der Familie von Roten. Das Muttergottesgemälde des Altars stammt von Raphael Ritz und wurde 1865 gemalt. Im Lohn steht die 1835 erbaute Kapelle Mariä Heimsuchung.